# Historia Microsoft Windows
Historia Microsoft Windows zaczęła się w roku 1983, kiedy firma Microsoft ogłosiła, że pracuje nad produktem o nazwie Interface Manager, który był graficznym interfejsem użytkownika pracującym pod kontrolą innego produktu Microsoftu – systemu operacyjnego MS-DOS. System ten dostępny był dla komputerów IBM PC i kompatybilnych od roku 1981. Szybko jednak szef marketingu Microsoftu Rowland Hanson zaproponował nazwę Windows.

## Geneza
Firma Microsoft wbrew pozorom nie była na początku zainteresowana graficznymi systemami operacyjnymi. Ich tekstowy system DOS sprzedawał się dobrze, dzięki umowie z IBM. Bill Gates miał jednak na targach COMDEX zobaczyć graficzne systemy na x86 pokroju Visi On i przestraszyć się perspektywy utraty rynku na rzecz systemów łatwiejszych do użytkowania przez przeciętnego użytkownika. Zresztą na tym polegał sukces komputerów firmy Apple już w tym okresie.

## Wersje 1.x
Pierwsza niezależna wersja Microsoft Windows o numerze wersji 1.0 została wydana w roku 1985. Nie była ona jednak wyposażona w bogaty wachlarz funkcjonalności, więc nie przyjęła się na rynku. Pierwotnie nazwą dla nakładki miał być Interface Manager, jednak Rowland Hanson, szef działu marketingu w firmie Microsoft przekonał resztę zespołu, że nazwa Windows zostanie lepiej przyjęta. Windows 1.1 nie był kompletnym systemem operacyjnym, a jedynie przedłużeniem systemu MS-DOS i jako taki dziedziczył wszystkie jego niedoskonałości i problemy. Dodatkowo programy dostarczane wraz z wczesnymi wersjami Windows były raczej „zabawkami” niezaspokajającymi oczekiwań klientów korporacyjnych. Pozycji pierwszych Okien nie wzmocniło przeniesienie nań mało znanego, choć mocnego wówczas programu CorelDRAW!.
Windows 1.1 na większą skalę nigdy nie ujrzał światła dziennego. Wersją, którą zwykło nazywać się Windowsem 1.1 jest Windows 1.01. Windows 1.00 miał problemy z obsługą kart graficznych CGA – przy szybszym zegarze procesora technika przełączania palet kolorów desynchronizowała wyświetlanie uniemożliwiając pracę.
Kolejną przyczyną ograniczeń funkcjonalności nakładki stały się kwestie praw autorskich, w których posiadaniu była firma Apple. Dla przykładu, w produktach Microsoftu poszczególne okna mogły być ułożone wyłącznie sąsiadująco, nie mogąc na siebie nawzajem nachodzić. Pierwsza wersja Windows nie posiadała również kosza na śmieci – miejsca, gdzie można byłoby składować pliki przed ich ostatecznym skasowaniem. Firma Apple twierdziła, iż posiada prawa autorskie do wspomnianych rozwiązań. Microsoft usunął obydwa ograniczenia dopiero po podpisaniu z Apple umowy licencyjnej.

## Wersje 2.x
Druga wersja środowiska Windows pojawiła się na rynku 9 grudnia 1987 i okazała się nieco większym sukcesem komercyjnym. Popularność Windows 2.0 po części wynikała z faktu dołączenia do środowiska nowych aplikacji działających w trybie graficznym – Excel i Word for Windows. Obydwa programy były w stanie po wywołaniu z linii poleceń DOS-u uruchomić środowisko Windows i zamknąć je po zakończeniu swojej pracy.
Popularność środowiska Windows zwiększyło również pojawienie się przeznaczonej dla niego wersji programu Aldus PageMaker, która do tej pory dostępna była tylko dla maszyn rodziny Macintosh. Niektórzy historycy świata komputerów uważają tę datę, kiedy to pojawił się pierwszy znaczący program przeznaczony dla Windows nie wydany przez Microsoft, za początek sukcesu środowiska.
Wersje 2.0x Windows nadal korzystały z rzeczywistego modelu pamięci, który ograniczał jej dostępną ilość do poziomu 1 megabajta (praktycznie do niecałych 640kb). W takiej konfiguracji środowisko mogło nawet pracować pod kontrolą innej aplikacji wielozadaniowej, na przykład DESQview, która pracowała w trybie chronionym procesorów 286.
Kolejne wydane wersje to Windows/286 2.1 i Windows/386 2.1. Podobnie do poprzedników, wersja 286 2.1 nadal używała rzeczywistego modelu pamięci, lecz potrafiła również zrobić użytek z obszarów pamięci wyższej (HMA). Windows/386 2.1 był już wyposażony w jądro działające w trybie chronionym z emulacją pamięci EMS standardu LIM. EMS był poprzednikiem XMS, który dopiero był w stanie zmienić topologię pamięci stosowanych w komputerach PC. Wszystkie aplikacje DOS i Windows pisane dla Windows/386 były aplikacjami rzeczywistymi, działającymi w trybie chronionym jądra, w którym otrzymywały własne maszyny wirtualne typu 8086, co było nowością wprowadzoną w procesorach 386.
Wersje 2.03 oraz 3.0 stały się celem ataków prawnych ze strony firmy Apple, twierdzącej, że nachodzące na siebie okna oraz inne cechy wyglądu i zachowania się środowiska operacyjnego były kopią opracowanego przez nią systemu operacyjnego dla komputerów Macintosh. Sędzia William Schwarzer z przedstawionych przez Apple przeciwko Microsoftowi 5 stycznia 1989 189 zarzutów oddalił wszystkie z wyjątkiem 10.

## Wersja 3.x
Nakładka Microsoft Windows przeżyła swój pierwszy wielki sukces po wprowadzeniu na rynek wersji 3.0, co nastąpiło w roku 1990. Oprócz zwiększonych możliwości aplikacji natywnych (przeznaczonych bezpośrednio dla Windows) nowa wersja środowiska umożliwiała użytkownikowi znacznie lepsze niż w przypadku Windows/386 wielozadaniowe uruchamianie aplikacji MS-DOS, dzięki wprowadzeniu mechanizmu pamięci wirtualnej. Mechanizm ten znacznie zwiększył konkurencyjność klonów PC w stosunku do komputerów Macintosh. Znacznej poprawie uległa graficzna strona środowiska, dzięki nowym możliwościom oferowanym w owych czasach przez karty graficzne standardu VGA, a praca w trybie rzeczywistym i rozszerzonym procesorów 386 zezwalała na udostępnianie aplikacjom znacznie większych ilości pamięci RAM niż było to możliwe w przypadku ich DOSowych odpowiedników, całość zaś była zarządzana o wiele bardziej efektywnie. Nakładka Windows 3.0 mogła działać w jednym z trzech trybów – rzeczywistym (Real), standardowym (Standard) i rozszerzonym trybie procesorów 386 (386 Enhanced), zaś na liście procesorów kompatybilnych z nowym produktem Microsoftu znaleźć można było układy Intela od najstarszych modeli 8086/8088 poprzez 80286 do 80386. Windows podczas inicjalizacji próbował „zgadywać”, w jakim trybie ma się uruchomić, choć można to było wymusić odpowiednimi przełącznikami wpisywanymi ręcznie podczas ładowania: /r dla trybu rzeczywistego, /s dla standardowego i /3 dla trybu rozszerzonego 386. Wersja 3.0 była pierwszą wersją Windows umożliwiającą uruchamianie własnych programów w trybie chronionym, mimo że jądro trybu rozszerzonego 386 było zaledwie zmodyfikowanym jądrem trybu chronionego pochodzącym z wcześniejszej wersji Windows/386.
Ze względu na konieczność zachowania kompatybilności wstecznej, wszystkie aplikacje dla Windows 3.0 były kompilowane w trybie 16-bitowym, nie wykorzystując w pełni możliwości oferowanych przez 32-bitowe procesory linii 386.
Kilkanaście miesięcy po premierze wersji 3.0 na rynku pojawił się produkt rozszerzony o pewne możliwości multimedialne o nazwie Windows 3.0 with Multimedia Extensions 1.0. Środowisko było częścią pierwszych pakietów multimedialnych (zawierających napęd CD-ROM oraz kartę dźwiękową, najczęściej standardu Sound Blaster Pro oraz tytuły takie, jak MS Bookshelf). Zastosowane w rozszerzeniu cechy stały się podstawą funkcji multimedialnych zaimplementowanych w Windows 3.1.
Wymienione wyżej cechy Windows 3.0 oraz rosnące poparcie rynkowe dla produktu pozwoliły na sprzedanie w ciągu dwóch lat poprzedzających pojawienie się wersji 3.1 około 10 milionów kopii. Środowisko Windows 3.0 stało się ważnym źródłem dochodów dla Microsoftu i zmusiło firmę do przeanalizowania niektórych swoich wcześniejszych planów rynkowych.

## OS/2
W drugiej połowie lat 80. Microsoft wraz z IBM opracowywał system operacyjny OS/2, który miał być następcą MS-DOSa. System miał w pełni wykorzystać wspomniane wyżej możliwości oferowane przez tryb chroniony procesorów Intel 80286, udostępniając między innymi 16 megabajtów pamięci operacyjnej. OS/2 w wersji 1.0, który na rynku debiutował w roku 1987, pozwalał na wymianę danych oraz wielozadaniowość, był też w stanie uruchamiać programy DOSowe.
Graficzny interfejs użytkownika o nazwie Presentation Manager (PM) pojawił się w systemie OS/2 dopiero w wersji 1.1, wydanej w roku 1988. Mimo że pojawiły się głosy o wyższości PM nad rozwiązaniami przyjętymi w Windows, zastosowany API był niekompatybilny z Windows (jednym z przykładów niezgodności było to, że Presentation Manager umieszczał punkty ekranu o współrzędnych „0,0” w lewym dolnym rogu ekranu, zgodnie z kartezjańskim układem współrzędnych, podczas gdy w systemach Windows punkt początkowy leżał w lewym górnym rogu ekranu, podobnie, jak czyniła to większość komputerowych systemów okien). Wersja 1.2, która debiutowała w roku 1989 wprowadziła nowy system plików o nazwie HPFS, zarzucając system FAT wykorzystywany w Windows.
W początkach lat 90. na linii IBM-Microsoft pojawiły się tarcia. Do tej pory obydwie firmy współpracowały w dziedzinie tworzenia systemów operacyjnych i miały wgląd w kod tworzony przez partnera. Microsoft zamierzał rozwijać nadal Windows, zaś IBM wyraził nadzieje, ze dalsza współpraca będzie polegała na rozwoju OS/2. W celu złagodzenia napięć obie firmy ustaliły, ze IBM zajmie się pracami nad OS/2 w wersji 2.0 (następcy wersji 1.3 oraz Windows 3.0), zaś Microsoft stworzy nowy system operacyjny, OS/2 3.0, który stanie się następcą wersji 2.0.
Porozumienie niedługo później upadło, kończąc współpracę IBM i Microsoftu. IBM nadal rozwijał OS/2, zaś Microsoft zmienił nazwę (nadal wtedy nieukończonego) systemu OS/2 3.0 na Windows NT. Obydwie firmy utrzymały prawa do technologii OS/2 i Windows stworzonych w trakcie współpracy. Windows NT powstał jednak zupełnie od nowa (patrz poniżej).
Po opublikowaniu przejściowej wersji 1.3 systemu OS/2 (która miała naprawić niedociągnięcia serii 1.x), IBM wydał OS/2 2.0 w roku 1992. Wersja ta była dalece usprawniona: zawierała między innymi ulepszony, obiektowy graficzny interfejs użytkownika pod nazwą Workplace Shell (WPS), udostępniający użytkownikowi pulpit, co w opinii wielu osób było najlepszą cechą OS/2. Wiele cech pulpitu opracowanego przez IBM zostało skopiowanych przez Microsoft w systemie operacyjnym Windows 95. OS/2 w wersji 2.0 cechował się również w pełni 32-bitowym API, pozwalał na gładko realizowaną wielozadaniowość, umożliwiał przejęcie kontroli nad całością 4 megabajtów adresowalnej przez procesory 386 pamięci operacyjnej. Niestety pewne porcje kodu systemu nadal były 16-bitowe, co wymuszało między innymi konieczność stosowania 16-bitowych sterowników urządzeń. Było to przyczyną ciągłego braku sterowników dla nowszych urządzeń. Wersja 2.0 była również w stanie uruchamiać programy napisane dla MS-DOSu i Windows 3.0, gdyż IBM w wyniku rozwiązania umowy z Microsoftem zachował prawa do kodu zarówno systemu DOS, jak i środowiska Windows.
W trakcie rywalizacji obydwu rozwiązań kwestia zwycięzcy tak zwanych „wojen pulpitowych” była nierozstrzygnięta. Jednak w końcowym rozrachunku OS/2 nie uzyskał wystarczającej popularności rynkowej, mimo że IBM wydawał późniejsze, usprawnione wersje swojego systemu (patrz niżej).

## Windows 3.1 i NT
Jako odpowiedź na nadchodzące wydanie przez IBM systemu operacyjnego OS/2 2.0, Microsoft udostępnił środowisko Windows 3.1, które cechowało się kilkoma usprawnieniami w stosunku do wersji 3.0, takimi, jak możliwość wyświetlania skalowalnych czcionek TrueType (opracowanych wspólnie z Apple). Zmiany w nowej wersji głównie obejmowały poprawki wcześniejszych błędów i dodanie obsługi multimediów. Jedną z usuniętych cech nakładki była praca w trybie rzeczywistym, co oznaczało, że najsłabszym procesorem zdolnym uruchomić nowe Okna był układ 80286. Dla polskiego użytkownika znaczący był fakt, że wersja 3.1 jako pierwsza została oficjalnie wydana w polskiej wersji językowej z obsługą specyficznych dla języka polskiego znaków. W roku 1992 Microsoft wydał również wersję 3.11, która zawierała wszystkie poprawki i uaktualnienia wprowadzone od pojawienia się wersji 3.1. Mniej więcej w tym samym czasie zadebiutowało środowisko Windows for Workgroups, które dostępne było zarówno jako dodatek do zainstalowanego już środowiska w wersji 3.1, jak też samodzielny produkt, zawierający nakładkę Windows wraz z rozszerzeniami do pracy sieciowej. W Windows for Workgroups zastosowano usprawnione sterowniki sieciowe i stosy protokołów oraz umożliwiono pracę w ówczesnych sieciach lokalnych peer-to-peer. Jednym z opcjonalnych składników WfW był stos protokołu TCP/IP „Wolverine”, pozwalający na prosty dostęp do sieci Internet poprzez sieć firmową. Istniały dwie wersje Windows for Workgroups – 3.1 i 3.11, z czego wersja 3.11 działała wyłącznie w trybie rozszerzonym procesorów 386, wymagała więc procesora nie słabszego od jednostki 80386 SX.
Opisane powyżej wersje sprzedawały się tak samo dobrze, jak 3.0. Mimo że niedostępne w nich były takie cechy systemu OS/2, jak możliwość korzystania z długich nazw plików, praca z pulpitem, czy ochrona systemu przed złośliwym oprogramowaniem, Microsoft szybko przejął rynek systemów operacyjnych i graficznych interfejsów użytkownika dla komputerów standardu PC, a API zastosowane w Windows stało się standardem przy projektowaniu aplikacji konsumenckich.
W międzyczasie Microsoft pracował również nad Windows NT. Głównym architektem projektu był Dave Cutler, który wcześniej uczestniczył w pracach nad systemami pamięci wirtualnych w firmie Digital Equipment Corporation (firmie przejętej później przez Compaqa, dziś część Hewlett-Packard). Microsoft zatrudnił Cutlera już w roku 1988 w celu stworzenia przenośnej wersji OS/2, lecz zamiast tego nowy nabytek firmy stworzył nowy produkt. W czasach pracy dla DEC Cutler rozwijał następcę systemu VMS o nazwie Mica, jednak gdy macierzysta firma zatrzymała dalsze prace, przeniósł się wraz z kilkoma współpracownikami i zgromadzonym doświadczeniem do Microsoftu. DEC twierdził, że wraz z Cutlerem Microsoft przejął kod projektu Mica i wytoczył firmie proces. Microsoft zgodził się zapłacić 150 milionów dolarów i udostępnić wersję Windows NT dla procesorów DEC Alpha.
Windows NT 3.1 (numer wersji wziął się z chęci działu marketingowego Microsoftu, by Windows NT wyglądał na produkt kontynuujący tradycję dotychczasowych środowisk firmy) został ogłoszony deweloperom w wersji testowej (beta) w lipcu 1992 na konferencji Professional Developers Conference w San Francisco. Podczas konferencji Microsoft zapowiedział również intencje połączenia Windows NT i 3.1 w produkcie o nazwie kodowej Chicago. Microsoft w końcu nadał swojemu projektowi nazwę Cairo, lecz przedsięwzięcie okazało się o wiele bardziej skomplikowane, niż wyglądało to na pierwszy rzut oka, a połączenie linii NT i spadkobierców wersji 3.1 nastąpiło dopiero przy okazji pojawienia się na rynku systemu operacyjnego Windows XP. Część założeń projektu Cairo jeszcze do dziś nie ujrzała światła dziennego, chociażby podsystem WinFS, który był intensywnie reklamowany jako obiektowy system plików – pierwotnie prace nad nim zostały wstrzymane, zaś potem porzucone. Microsoft zapowiedział stopniowe włączanie zgromadzonych przy opracowaniu WinFS doświadczeń do innych swoich produktów, takich jak Microsoft SQL Server.
Bolączką edycji NT były sterowniki, trudne do zaprogramowania ze względu na zastosowany w systemie zaawansowany model abstrakcji sprzętowej. Problem udało się rozwiązać dopiero w następcy linii NT, systemie Windows 2000. Programiści narzekali na trudności w tworzeniu sterowników dla Windows NT, zaś producenci sprzętu twierdzili, że tworzenie sterowników dla własnych urządzeń nie jest opłacalne dla tak małej części rynku komputerowego. Dodatkowo, mimo lepszych osiągów systemu i pełniejszego wykorzystania zasobów sprzętowych, system działał opornie na słabszych maszynach, żądając większości oferowanych przez nie zasobów. Windows NT był więc przeznaczony do pracy na szybszych komputerach, co nie predestynowało go do roli środowiska dla użytkowników domowych. Dodatkowym faktem przemawiającym przeciwko sugerowaniu takim użytkownikom zakupu środowiska Windows NT był jego interfejs użytkownika skopiowany z wersji 3.1 i znacznie uboższy od Workplace Shell zastosowanego w OS/2.
Te same cechy sprawiły jednak, że Windows NT doskonale sprawdzał się w sieciach lokalnych typu LAN, które w roku 1993 stawały się powoli standardowym wyposażeniem biur. Zaawansowane opcje połączeń sieciowych oraz wydajny system plików NTFS sprawiły, że Windows NT 3.51 stał się przyczółkiem zdobytym przez Microsoft na rynku systemów biurowych i stopniowo powiększanym na niekorzyść Novella przez kilka następnych lat.
Jednym z największych osiągnięć Microsoftu podczas prac nad Windows NT było 32-bitowe API, które miało zastąpić rozwiązania stosowane w środowiskach 16-bitowych. Otrzymało ono nazwę Win32, zaś starsza technologia została wstecznie ochrzczona mianem Win16. Wersja 32-bitowa miała trzy zasadnicze zastosowania, z których jedno to Windows NT, drugie to Win32s (które było podzestawem Win32 stosowanym w środowiskach Windows 3.1), zaś trzecie zostało przypisane do projektu Chicago. W ten sposób Microsoft próbował zapewnić częściową kompatybilność między projektami Chicago i Windows NT, mimo krańcowo odmiennych architektur obydwu produktów. Windows NT był pierwszym systemem operacyjnym Microsoftu wyposażonym w hybrydowe jądro.

## Windows 95
Po wprowadzeniu na rynek Windows 3.11 Microsoft podjął prace nad następcą środowiska dla celów konsumenckich, ochrzczonym nazwą kodową Chicago. Nowy system operacyjny miał umożliwiać 32-bitową wielozadaniowość z wywłaszczeniem (podobnie, jak OS/2 i Windows NT), choć dla zachowania kompatybilności wstecznej pozostawiono w nim 16-bitowe jądro. Przyjętym w Chicago API była 32-bitowa wersja Win32, po raz pierwszy wprowadzona do Windows NT. W celu zachowania kompatybilności z Win16, Microsoft posłużył się techniką łączenia o nazwie „thunking”. Pierwotnie nie planowano wprowadzenie nowego interfejsu użytkownika, jednak w wersji ostatecznej znalazły się elementy interfejsu Cairo, zastępując kilka porzuconych cech (z których znaczącą była technologia Plug and Play).
Microsoft nie zmienił całości kodu na 32-bitowy, pozostawiając część z niego w wersji 16-bitowej (choć nie działała ona w trybie rzeczywistym), co wynikało z potrzeb kompatybilności, osiągów i czasu przeznaczonego na powstanie systemu. Te cechy oraz fakt przeniesienia sporej ilości błędów zaszytych w kodzie zapożyczonym z wcześniejszych edycji spowodowały, że końcowy produkt działał mało efektywnie i niestabilnie.
Dział marketingu przyjął dla Chicago nazwę Windows 95; system wydany został 24 sierpnia 1995. Microsoft zdołał uzyskać dwie korzyści oferując jeden produkt. Przede wszystkim użytkownicy nowego produktu nie mogli stosować tańszych, nie wydanych przez Microsoft DOSów. Dodatkowo, mimo że ślady DOSu nigdy do końca nie zniknęły z linii Windows, a DOS 7.0 był na krótko uruchamiany jako część procedury startowej komputera, aplikacje Windows 95 działały wyłącznie w trybie rozszerzonym procesorów 386, oferując użytkownikom płaską 32-bitową przestrzeń adresową i dostęp do pamięci wirtualnej. Aplikacje Win32 mogły w ten sposób adresować do 2 gigabajtów pamięci wirtualnej – dodatkowe 2 gigabajty zarezerwowano dla systemu operacyjnego. Teoretycznie programy nie były również w stanie naruszać przestrzeni adresowej innych aplikacji. W dziedzinie obsługi pamięci funkcjonalność Windows 95 zbliżyła się do standardów oferowanych przez Windows NT, choć produkty Windows 95, 98 i ME nie były w stanie bez niedokumentowanych poprawek obsłużyć więcej, niż 512 MB fizycznej pamięci operacyjnej.
IBM kontynuował prace nad OS/2, udostępniając wersje 3.0 i 4.0 (znane również jako Warp). W odpowiedzi na głosy zarzucające wersji 2.0 zbytnią zachłanność w stosunku do zasobów systemowych, wersja 3.0 została dalece zoptymalizowana zarówno pod kątem wydajności, jak i rozmiaru. Przed pojawieniem się na rynku Windows 95, kilku większych niemieckich dostawców sprzętu komputerowego dostarczało swoje produkty z preinstalowanym systemem OS/2 Warp 3.0, co jednak zmieniło się na niekorzyść IBM po rozpoczęciu sprzedaży nowego produktu Microsoftu.
Prawdopodobnie niemożliwe jest wskazanie jednego konkretnego powodu, dla którego OS/2 stracił rynek. Był on w stanie uruchamiać aplikacje przeznaczone dla Windows 3.1, jednak z 32-bitowych interfejsów API rozpoznawał jedynie podzestaw Win32s. IBM nie miał ponadto dostępu do kodu, który wszedł w skład Windows 95, nie chciał też wkładać czasu i zasobów w opracowanie rozwiązań emulujących uciekający cel w postaci API Win32. IBM wniósł ponadto kwestię OS/2 do sprawy sądowej „Stany Zjednoczone kontra Microsoft”, zarzucając firmie Billa Gatesa nieuczciwą taktykę marketingową, jednak są osoby, które zgodziłyby się ze stwierdzeniem, że do porażki IBM przyczyniły się również jego własne problemy marketingowe oraz brak wsparcia dla deweloperów oprogramowania.
Microsoft wypuścił na rynek pięć różnych wersji systemu Windows 95:
- Windows 95 – wydanie pierwotne
- Windows 95 A – zawierająca zintegrowany pakiet Windows 95 OSR1
- Windows 95 B – (OSR2) zawierająca kilka większych rozszerzeń, program Internet Explorer w wersji 3.0 i pełną obsługę systemu plików FAT32
- Windows 95 B USB – (OSR2.1) z podstawową obsługą urządzeń USB
- Windows 95 C – (OSR2.5) zawierająca wszystkie wymienione powyżej uaktualnienia plus program Internet Explorer 4.0; była to ostatnia wypuszczona na rynek wersja Windows 95

Edycje OSR2, OSR2.1 i OSR2.5 nie były przeznaczone na rynek odbiorców końcowych, a raczej wyłącznie w wersjach OEM dla producentów i dostawców sprzętu komputerowego, chcących sprzedawać swoje produkty z oprogramowaniem. Istniały też firmy sprzedające twarde dyski z preinstalowaną wersją OSR2, oficjalnie usprawiedliwiając swoją decyzję kwestiami związanymi z dużą jak na owe czasy pojemnością urządzeń.

## Windows NT 4.0
Początkowo Windows NT 4.0 miał być częścią wysiłków Microsoftu zmierzających do wprowadzenia linii Windows NT na rynek stacji roboczych. Składnikami nowej edycji był interfejs Windows 95 i jądro dotychczasowej edycji Windows NT (w środowiskach deweloperskich pojawiła się łatka zezwalająca na stosowanie nowego interfejsu użytkownika już w wersji 3.51, jednak była ona obciążona sporą ilością błędów – interfejs użytkownika został stworzony dla linii NT, ale Windows 95 zadebiutował na rynku wcześniej niż NT 4.0).
Windows NT 4.0 został wydany w czterech wersjach:
- Windows NT 4.0 Workstation (dostępny w wersji polskojęzycznej)
- Windows NT 4.0 Server
- Windows NT 4.0 Server, Enterprise Edition (obsługująca ośmiodrożne przetwarzanie symetryczne oraz klastry komputerów)
- Windows NT 4.0 Terminal Server

## Windows 98
25 czerwca 1998 Microsoft rozpoczął sprzedaż systemu operacyjnego Windows 98 (nazwa kodowa Memphis), który był szeroko postrzegany jako nieznacznie poprawiony Windows 95, jednak najczęściej okazywał się stabilniejszy i bardziej wytrzymały niż jego poprzednik sprzed trzech lat. Zawierał nowe sterowniki urządzeń oraz obsługę systemu plików FAT32, co pozwalało na stosowanie partycji dyskowych o pojemności powyżej 2 GB. Obsługa urządzeń USB w Windows 98 również znacznie przewyższała swoją jakością szczątkowe rozwiązania wersji OEM systemu Windows 95. Kontrowersyjnym posunięciem była integracja programu Internet Explorer z interfejsem użytkownika oraz menedżerem plików systemu, co było przyczyną do rozpoczęcia postępowania sądowego „Stany Zjednoczone kontra Microsoft”, której zadaniem było ustalenie, czy Microsoft wykorzystuje swoją dominującą pozycję na rynku komputerów PC do promowania własnych produktów innych kategorii.
W roku 1999 Microsoft wydał drugą edycję systemu, Windows 98 Second Edition, która była wersją przejściową, a jej najważniejszą cechą było wprowadzenie rozwiązania „udostępnianie połączenia internetowego” (była to nazwa handlowa nadana przez Microsoft pewnej formie translacji adresów sieciowych), co pozwalało kilku komputerom działającym w sieci lokalnej współdzielenie jednego połączenia internetowego. Dzięki poprawionym sterownikom o wiele sprawniejsza była obsługa urządzeń. Microsoft znalazł również i poprawił w drugiej edycji błędy obecne w pierwszym wydaniu Windows 98. Według wielu źródeł wydanie drugie Windows 98 było najstabilniejszą edycją opartą na jądrze serii 9x.

## Windows 2000
Microsoft udostępnił system operacyjny Windows 2000 (w trakcie prac znany pod nazwą „NT 5.0”) w lutym 2000, przeznaczając go na rynki stanowisk roboczych i serwerów. Wśród najważniejszych cech wprowadzonych w Windows 2000 należy wspomnieć o usłudze Active Directory, która była niemal całkowitym zastępcą modelu domen Windows Server zastosowanym w Windows NT 4.0 – nowe rozwiązanie korzystało podczas łączenia komputerów z takich standardów przemysłu informatycznego, jak DNS, LDAP, czy Kerberos. Usługa „Terminal Services”, poprzednio dostępna tylko w jednej wersji Windows (NT 4.0), została przeniesiona do wszystkich wersji serwerowych systemu. Do Windows 2000 przeniesiono również część rozwiązań z Windows 98, wśród których znalazł się ulepszony Menedżer urządzeń. program Windows Media Player oraz poprawiona wersja sterowników DirectX, co pozwoliło na uruchomienie dużej liczby nowo stworzonych gier na platformie bazującej na jądrze linii NT. Windows 2000 to ostatni z systemów z linii NT pozbawiony aktywacji, wprowadzonej w Windows XP.
Windows 2000 mógł być zainstalowany jako modernizacja systemu operacyjnego dla komputera domowego, ale nie znalazł uznania w dziedzinie systemów operacyjnych dla niezaawansowanych użytkowników. Przyczyn było dość dużo, z czego najważniejsza to brak sterowników dla popularnych urządzeń konsumenckich, takich jak drukarki i skanery. Wraz z dodatkiem SP 4 do Windowsa 2000 wprowadzono Aktualizacje automatyczne, rozwiązanie przeniesione z Windows Millenium.
Windows 2000 pojawił się w sześciu wersjach:
- Windows 2000 Professional (dostępny w wersji polskojęzycznej)
- Windows 2000 Server (dostępny w wersji polskojęzycznej)
- Windows 2000 Advanced Server
- Windows 2000 Datacenter Server
- Windows 2000 Advanced Server Limited Edition
- Windows 2000 Datacenter Server Limited Edition.

## Windows Millenium Edition (Me)
We wrześniu 2000 Microsoft wprowadził na rynek system operacyjny Windows Me (Millenium Edition), który rozszerzał swojego bezpośredniego poprzednika, system Windows 98, o funkcje multimedialne i internetowe. W Windows Me swoją premierę miała też funkcja Przywracanie systemu, pozwalająca użytkownikowi w przypadku błędnego działania systemu na cofanie zmian wprowadzonych w konfiguracji komputera aż do osiągnięcia znanego „dobrego punktu”. Ta cecha została również wprowadzona w Windows XP. Innym większym dodatkiem do Windows Me był program Windows Movie Maker. W Windows Me po raz pierwszy wprowadzono aktualizacje automatyczne pozwalające aktualizować komputer.
Windows Me powstał jako szybki, jednoroczny projekt wypełniający przestrzeń między Windows 98 a Windows XP. Wiele nowości technicznych było dostępne za pośrednictwem witryny Windows Update (czego wyjątkiem była wspomniana wyżej funkcja przywracania systemu). Konsekwencją działań Microsoftu było nieuznanie przez użytkowników systemu Windows Me za oddzielny produkt, tak jak miało to miejsce w przypadku edycji 95 i 98. Windows Me otrzymywał również częste (choć zdarzało się, że niezasłużone) słowa krytyki za kwestie stabilności pracy oraz za brak obsługi programów dosowych działających w trybie rzeczywistym. Krytyka przybrała nawet formę nadania przez społeczność systemowi tabliczki „Mistake Edition” (błędne wydanie). Millenium Edition to ostatni system operacyjny Microsoftu oparty na jednolitym jądrze serii 9x oraz technologii MS-DOS. Millennium Edition to także ostatni system operacyjny Microsoftu niewymagający aktywacji.

## Windows XP
W roku 2001 na rynku pojawił się system operacyjny Windows XP (nazwa kodowa Whistler), który połączył dotychczasowo rozwijane odrębnie linie systemów operacyjnych dla użytkowników domowych (Windows 3.1, 95, 98, Me) i profesjonalistów (Windows NT, 2000). Microsoft zastosował w swoim nowym produkcie jądro systemu Windows NT 5.1, które zostało przeniesione do produktów dla użytkowników domowych, zastępując wysłużone 16-bitowe rozwiązania. Windows XP to najdłużej oferowana wersja systemów operacyjnych Microsoftu – na rynku obecna była od roku 2001 do 2007, kiedy to zastąpiono ją na rynku konsumenckim przez Windows Vista. Wraz z SP 3 Windows XP był wspierany do 8 kwietnia 2014 roku przez Microsoft. W Windows XP (z wyjątkiem wersji Professional licencjonowanej zbiorowo) po raz pierwszy wprowadzono aktywację systemu mającą na celu zapobiegnięcie piractwu. Aktywacja została szybko złamana przez piratów komputerowych. Do Windows XP ukazały się 3 zbiory poprawek: Service Pack 1 wydany 9 września 2002, zawierający m.in. obsługę USB 2.0 czy ulepszenie obsługi dysków twardych; Service Pack 2 wydany 6 sierpnia 2004, zawierający m.in. centrum zabezpieczeń systemu Windows, nową zaporę systemu Windows; Service Pack 3 wydany 21 kwietnia 2008, który zawiera m.in.: uaktualnienie konsoli przystawek MMC 3.0, nowy sposób aktywacji systemu, dostęp do nowych sterowników, oraz zwiększenie wydajności systemu.
W systemie Windows XP wprowadzono nowy interfejs Luna, animacje, cienie (np. kursora, ikon), oraz w pełni 32-bitowe ikony.
Windows XP pojawił się na rynku w kilku edycjach:
- Windows XP Home – dla domowych komputerów stacjonarnych oraz komputerów przenośnych
- Windows XP Home N – jak wyżej, ale bez domyślnie instalowanego programu Windows Media Player – ograniczenie nałożone przez Unię Europejską
- Windows XP Professional – dla użytkowników zaawansowanych i zastosowań biznesowych
- Windows XP Professional N – jak wyżej, ale bez domyślnie instalowanego programu Windows Media Player – ograniczenie nałożone przez Unię Europejską
- Windows XP Media Center Edition – dostępna od listopada 2002 dla komputerów stacjonarnych i przenośnych; edycja ta koncentruje się na ogólnie rozumianej rozrywce domowej
  - Windows XP Media Center Edition 2003
  - Windows XP Media Center Edition 2004
  - Windows XP Media Center Edition 2005, dostępna od 12 października 2004
- Windows XP Tablet PC Edition – dla komputerów podręcznych wyposażonych w ekran dotykowy
- Windows XP Embedded – dla rozwiązań zagnieżdżonych
- Windows XP Starter – dla użytkowników komputerów, którzy jeszcze nigdy nie korzystali z komputera, ma możliwość uruchomienia maksymalnie 3 okienek.
- Windows XP Professional x64 Edition – dostępna od 25 kwietnia 2005 dla użytkowników domowych i profesjonalnych posiadających komputery z 64-bitowymi procesorami realizującymi instrukcje x86 (według nazewnictwa AMD jest to AMD64, Intel nazwał swoje rozwiązanie EM64T)
- Windows XP 64-bit Edition – wersja dla procesorów Intel Itanium. Kompatybilność z rozwiązaniami 32-bitowymi została zachowana wyłącznie przez emulację programową. W kwestiach właściwości systemu wersja 64-bitowa odpowiada Windows XP Professional. Wsparcie dla Windows XP 64-bit Edition zakończono we wrześniu 2005, kiedy ostatni dostawca stacji roboczych opartych na procesorach Itanium wstrzymał ich sprzedaż.

## Windows Server 2003
24 kwietnia 2003 Microsoft przedstawił system operacyjny Windows Server 2003, który był znacznym krokiem naprzód w stosunku do Windows 2000 Server, zawierał bowiem szereg nowych funkcji w kwestiach bezpieczeństwa oraz kreatora „Manage Your Server”, znacznie ułatwiającego konfigurację komputera do określonych zadań. Zwiększona też została wydajność systemu. Numer wersji tej edycji systemu to 5.2.
Do Internet Explorera wprowadzono Internet Explorer Enhanced Security Configuration.
W grudniu 2005 Microsoft wydał edycję Windows Server 2003 R2, którą wzbogacono o szereg funkcji administrowania lokalnymi oddziałami firmy, udostępniania plików oraz korporacyjnego zarządzania tożsamościami.
Windows Server 2003 dostępny jest w sześciu edycjach:
- Web Edition
- Standard Edition (dostępny w wersji polskojęzycznej)
- Enterprise Edition (wersje 32 i 64-bitowa) (dostępny w wersji polskojęzycznej)
- Datacenter Edition
- Small Business Server.

## Windows Longhorn
W roku 2002 kilka miesięcy po premierze Windows XP Microsoft ogłosił rozpoczęcie prac nad systemem, który miał wywołać taką samą fascynację jak podczas premiery Windows 95. Zapowiedziano, że nowy Windows będzie miał nazwę kodową „Longhorn”. Pierwsze zrzuty ekranu z Longhorna pokazano podczas prezentacji buildu 3683, 20 października 2002 ta wersja systemu wyciekła do sieci. W 2005 roku projekt został wstrzymany, a następnie Microsoft na nowo rozpoczął pracę nad Longhornem, który nosił nazwę Windows Vista.

## Terminale:Windows Fundamentals for Legacy PCs
W lipcu 2006 Microsoft udostępnił wersję Windows XP Service Pack 2 przeznaczoną dla terminali typu thin client, nazywając ją „Windows Fundamentals for Legacy PCs” (WinFLP). Wersja ta jest dostępna wyłącznie dla klientów programu „Microsoft Software Assurance”, dając realną szansę na uaktualnienie oprogramowania w starszych komputerach, do tej pory pracujących pod kontrolą Windows 95, Windows 98 lub Windows Me, wraz z dostarczaniem uaktualnień przez najbliższe kilkanaście lat. Większość aplikacji użytkownika typowo uruchamiana jest zdalnie za pośrednictwem usług Terminal Services lub Citrix.

## Windows Vista
Kolejna kliencka wersja systemu operacyjnego Microsoft o nazwie Vista została wydana dla klientów korporacyjnych 30 listopada 2006, dla użytkowników indywidualnych 29 stycznia 2007. Windows Vista oferuje szczelniejsze mechanizmy zabezpieczające, wprowadzając m.in. kontrolę konta użytkownika w miejsce uruchamiania komputera z domyślnie ustawionym kontem administratora. Vista wprowadza również nowy interfejs użytkownika o nazwie Aero, szereg nowych aplikacji (takich jak Windows Calendar, Windows DVD Maker oraz kilka nowych gier, w tym szachy, Mahjong i Purble Place), przekonstruowaną i odporniejszą wersję programu Internet Explorer i bardziej intuicyjny w obsłudze Windows Media Player. Wprowadzono również sporo zmian w architekturze systemu. Wersje systemu dla klientów korporacyjnych to Windows Vista Business i Windows Vista Enterprise. Użytkownicy domowi mają do wyboru Windows Vista Home Basic i Windows Vista Home Premium. Edycją łączącą w sobie cechy obydwu trendów jest Windows Vista Ultimate. 18 marca 2008 wyszedł dodatek Service Pack 1 do Windows Vista, a jego polskojęzyczna wersja miała premierę 15 kwietnia 2008.

## Windows Server 2008
Kolejna wersja Windows Server, wydana 27 lutego 2008, znana była pod nazwą kodową Windows Server „Longhorn”. Podczas tworzenia tej edycji brane są pod uwagę doświadczenia technologiczne i związane z bezpieczeństwem, które zebrano podczas prac nad Windows Vista, system jest również bardziej modularny niż jego poprzednik z roku 2003.
Windows Server 2008 posiada to samo jądro co Windows Vista i około 50% wspólnego kodu. Co więcej, w wydaniu RTM pokazuje się w informacjach systemu że jest to wersja Service Pack 1. Windows Vista oraz Windows Server 2008 są aktualizowane tymi samymi „łatkami”, a nawet tymi samymi pakietami Service Pack.

## Windows Home Server
Nowy produkt koncernu Microsoft przeznaczony do małych sieci domowych. Został stworzony na jądrze systemu Windows Server 2003. Znajduje on zastosowanie w małych sieciach domowych tworzonych z różnych urządzeń multimedialnych dzięki czemu możliwe jest między innymi współdzielenie dostępu do Internetu, zautomatyzowane wykonywanie kopii bezpieczeństwa, czy strumieniowe udostępnianie treści multimedialnych. Komputer z zainstalowanym Windows Home Server może służyć także jako serwer plików. Możliwy jest także dostęp do treści multimedialnych poprzez Internet.

## Windows 7
Następne po Viście wydanie Windows jest oznaczone numerem 7, podobnie jak wersje do NT 4.0, choć we wcześniejszych latach pojawiała się wersja nazwy kodowej Blackcomb i Vienna. Numer kodowy Windows 7 to jednak NT 6.1. Nie został on podwyższony do 7.0 ze względu na kompatybilność wsteczną. Oficjalna premiera tego systemu odbyła się 22 października 2009 roku. Wcześniej można było przetestować system, instalując wersje Beta lub RC. Wersje te można było pobrać do 30 lipca 2009 roku.

## Windows 8
Następcą Windows 7 stał się system oznaczony kolejnym numerkiem „8”, który został oznaczony numerem NT6.2 również jak w poprzednim systemie ze względu na wsteczną kompatybilność. Windows 8 na początku był dostępny dla użytkowników w postaci wersji testowych, nazywanych kolejno: „Windows Developer Preview (Pre-BETA)”, „Windows Consumer Preview (BETA)”, „Windows Release Preview (RC)”. Nowy system Microsoftu ma za zadanie zmienić dotychczasowe standardy przyjmowane w poprzednich edycjach systemu poprzez wprowadzenie nowego interfejsu użytkownika zwanego Modern UI, stworzonego głównie z myślą o Tabletach PC i ekranach dotykowych. Nowości w tym systemie to głównie nowe aplikacje interfejsu Modern UI oraz ulepszone edycje programów starego interfejsu – Pulpitu, który pozostał również w systemie pod praktycznie tą samą postacią, pod którą był w Windowsie 7.

### Windows 8.1
17 października 2013 Microsoft udostępnił darmową aktualizację nazwaną Windows 8.1 (nazwa kodowa Windows Blue). Zmiany to m.in. udoskonalona wyszukiwarka oraz menadżer plików (lokalnych i z usługi OneDrive) dla interfejsu Modern UI. Poprawka wprowadza także możliwość automatycznej aktualizacji programów ze sklepu Windows Store przy pomocy Windows Update.

## Windows 10
30 września 2014 roku została zaprezentowana nowa wersja systemu Windows – Windows 10. Numer „9” został pominięty, gdyż programy mogłyby interpretować tę wersję systemu jako Windows 95 lub 98. 1 października 2014 roku Microsoft uruchomił program Windows Insider, pozwalający użytkownikom na testowanie wczesnych wersji „dziesiątki”. Premiera systemu Windows 10 miała miejsce 29 lipca 2015 roku. Dnia 12 listopada 2015 roku Microsoft wydał rozwojową aktualizację systemu nazwaną „November Update” (wersja 1511). Kolejne uaktualnienie miało miejsce 2 sierpnia 2016 roku i zostało nazwane „Anniversary Update” (wersja 1607). 5 kwietnia 2017 roku została wydana aktualizacja pod nazwą „Creators Update” (wersja 1703). 17 października 2017 premierę miała aktualizacja o nazwie „Fall Creators Update” (wersja 1709), która częściowo wprowadziła nowy styl wizualny systemu – Fluent Design System.

## Lista systemów operacyjnych firmy Microsoft

### MS-DOS oraz nakładki
- MS-DOS (i PC-DOS – wersja IBM)
- Windows 1.0
- Windows 2.0
- Windows 2.1 (również Windows/286 i Windows/386)
- Windows 3.0, Windows 3.1, Windows 3.11 (dodatkowo Windows for Workgroups)

### Systemy z linii 9x
- Windows 95 (Windows 4.0)
- Windows 98 (Windows 4.1)
- Windows 98 Second Edition (Druga wersja systemu Windows 98)
- Windows Millenium Edition (Windows Me, Windows 4.9)

### Produkty linii OS/2
- wersje 16-bitowe: OS/2 1.0 (tylko wersja z interfejsem CLI), 1.1, 1.2, 1.3
- wersje 32-bitowe: OS/2 2.0, 2.1, 2.11, 2.11 SMP, Warp 3, Warp 4

### Produkty linii NT
- Windows NT 3.1, 3.5, 3.51
- Windows NT 4.0
- Windows 2000 (Windows NT 5.0)
- Windows XP (Windows NT 5.1)
- Windows XP x64 (Windows NT 5.2)
- Windows Vista (Windows NT 6.0)
- Windows 7 (Windows NT 6.1)
- Windows 8 (Windows NT 6.2)
- Windows 8.1 (Windows NT 6.3)
- Windows 10 (Windows NT 10.0)
- Windows 11 (Windows NT 10.0)

#### Produkty serwerowe
- Windows NT 3.51 Server
- Windows NT 4.0 Server
- Windows 2000 Server (kilka odmian) – NT 5.0/NT 5.1
- Windows Server 2003 (kilka odmian) – NT 5.2
- Windows Server 2008 (kilka odmian) – NT 6.0
- Windows Server 2008 R2 (kilka odmian) – NT 6.1
- Windows Server 2012 (kilka odmian) – NT 6.2
- Windows Server 2012 R2 (kilka odmian) – NT 6.3
- Windows Server 2016 (kilka odmian) – NT 10.0
- Windows Server 2019
- Windows Server 2022
- Windows Server 2025

## Historia wersji

Historia systemu MS Windows

| Data                 | 16-bitowe                   | 16/32-bitowe  | 32-bitowe                            | 32/64-bitowe                                           | 64-bitowe                           |
| -------------------- | --------------------------- | ------------- | ------------------------------------ | ------------------------------------------------------ | ----------------------------------- |
| 20 listopada 1985    | Windows 1.0                 |               |                                      |                                                        |                                     |
| 9 grudnia 1987       | Windows 2.0                 |               |                                      |                                                        |                                     |
| 22 maja 1990         | Windows 3.0                 |               |                                      |                                                        |                                     |
| 6 kwietnia 1992      | Windows 3.1                 |               |                                      |                                                        |                                     |
| 27 października 1992 | Windows for Workgroups 3.1  |               |                                      |                                                        |                                     |
| 27 lipca 1993        |                             |               | Windows NT 3.1                       |                                                        |                                     |
| 8 listopada 1993     | Windows for Workgroups 3.11 |               |                                      |                                                        |                                     |
| 21 września 1994     |                             |               | Windows NT 3.5                       |                                                        |                                     |
| 30 maja 1995         |                             |               | Windows NT 3.51                      |                                                        |                                     |
| 24 sierpnia 1995     |                             | Windows 95    |                                      |                                                        |                                     |
| 29 lipca 1996        |                             |               | Windows NT 4.0                       |                                                        |                                     |
| 25 czerwca 1998      |                             | Windows 98    |                                      |                                                        |                                     |
| 9 maja 1999          |                             | Windows 98 SE |                                      |                                                        |                                     |
| 17 lutego 2000       |                             |               | Windows 2000                         |                                                        |                                     |
| 14 września 2000     |                             | Windows Me    |                                      |                                                        |                                     |
| 25 października 2001 |                             |               | Windows XP                           |                                                        |                                     |
| 25 kwietnia 2003     |                             |               |                                      | Windows Server 2003                                    |                                     |
| 18 grudnia 2003      |                             |               | Windows XP Media Center Edition      |                                                        |                                     |
| 12 października 2004 |                             |               | Windows XP Media Center Edition 2005 |                                                        |                                     |
| 25 kwietnia 2005     |                             |               |                                      |                                                        | Windows XP Professional x64 Edition |
| 8 lipca 2006         |                             |               | Windows Fundamentals for Legacy PCs  |                                                        |                                     |
| 30 listopada 2006    |                             |               |                                      | Windows Vista (edycje Business, Enterprise i Ultimate) |                                     |
| 30 stycznia 2007     |                             |               |                                      | Windows Vista (edycje Home Basic i Home Premium)       |                                     |
| 2007                 |                             |               |                                      | Windows Vista Ultimate                                 |                                     |
| lipiec 2007          |                             |               |                                      | Windows Home Server                                    |                                     |
| 27 lutego 2008       |                             |               |                                      | Windows Server 2008                                    |                                     |
| 22 października 2009 |                             |               |                                      | Windows 7                                              |                                     |
| 22 października 2009 |                             |               |                                      |                                                        | Windows Server 2008 R2              |
| 6 czerwca 2011       |                             |               |                                      | Windows Thin PC                                        |                                     |
| 28 czerwca 2011      |                             |               |                                      | Windows Home Server 2011                               |                                     |
| 4 września 2012      |                             |               |                                      | Windows Server 2012                                    |                                     |
| 26 października 2012 |                             |               |                                      | Windows 8                                              |                                     |
| 17 października 2013 |                             |               |                                      | Windows 8.1                                            |                                     |
| 18 października 2013 |                             |               |                                      | Windows Server 2012 R2                                 |                                     |
| 29 lipca 2015        |                             |               |                                      | Windows 10 (wersja początkowa; 1507)                   |                                     |
| 12 listopada 2015    |                             |               |                                      | Windows 10 November Update (wersja 1511)               |                                     |
| 2 sierpnia 2016      |                             |               |                                      | Windows 10 Anniversary Update (wersja 1607)            |                                     |
| 26 września 2016     |                             |               |                                      | Windows Server 2016                                    |                                     |
| 5 kwietnia 2017      |                             |               |                                      | Windows 10 Creators Update (wersja 1703)               |                                     |
| 17 października 2017 |                             |               |                                      | Windows 10 Fall Creators Update (wersja 1709)          |                                     |
| 2017                 |                             |               | Windows 10 Starter                   | Windows 10 Cloud                                       |                                     |
| 30 kwietnia 2018     |                             |               |                                      | Windows 10 April 2018 Update (wersja 1803)             |                                     |
| 2 października 2018  |                             |               |                                      | Windows 10 October 2018 Update (wersja 1809)           |                                     |
| 21 maja 2019         |                             |               |                                      | Windows 10 May 2019 Update (wersja 1903)               |                                     |
| 12 listopadada 2019  |                             |               |                                      | Windows 10 November 2019 Update (wersja 1909)          |                                     |
| 27 maja 2020         |                             |               |                                      | Windows 10 May 2020 Update (wersja 2004)               |                                     |
| 20 października 2020 |                             |               |                                      | Windows 10 October 2020 Update (wersja 20H2)           |                                     |
| 5 października 2021  |                             |               |                                      |                                                        | Windows 11                          |